# Patrones islámicos

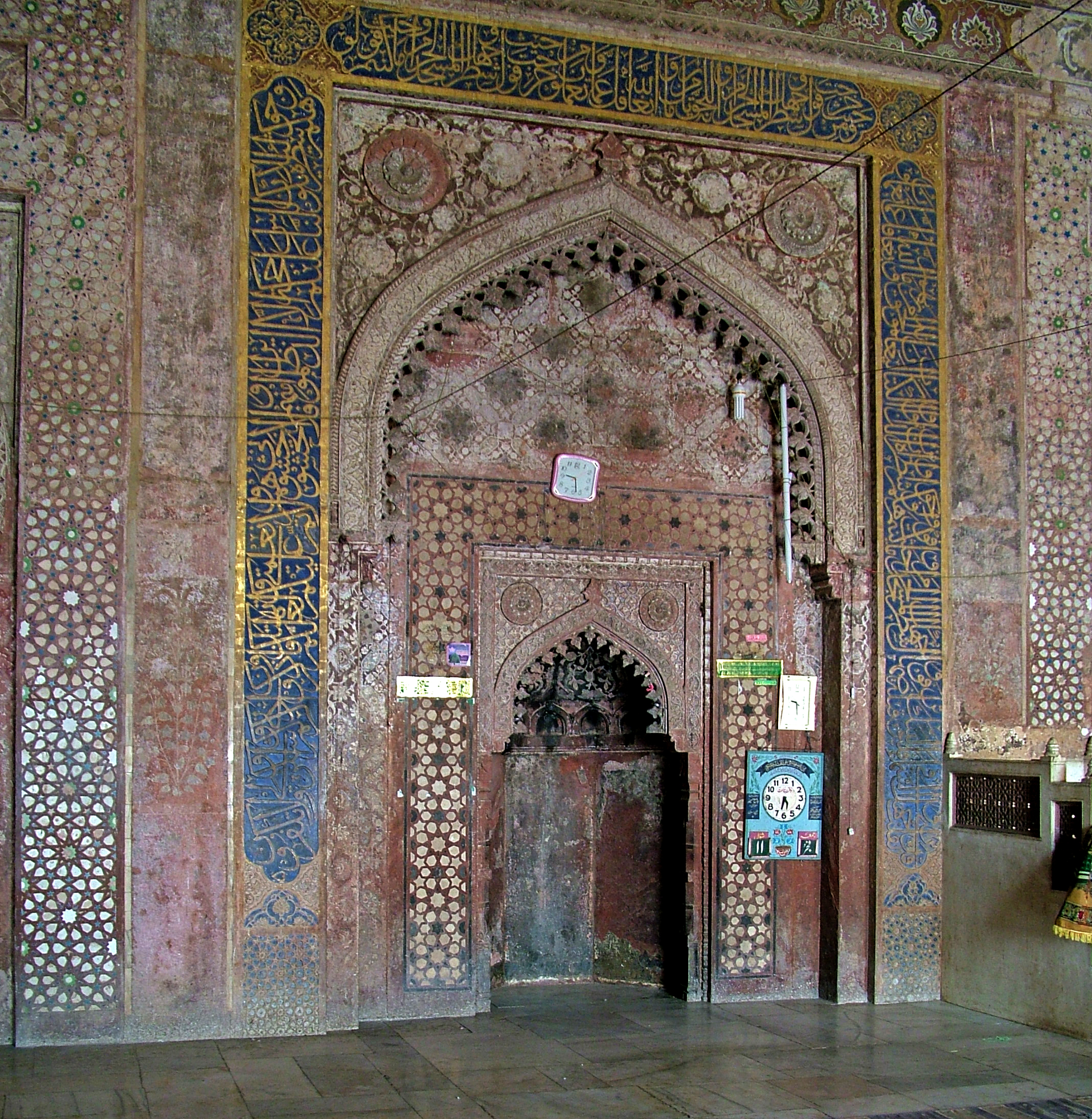
Patrones geométricos, arabescos y caligráficos que ornamentan el mihrab de la Jama Masjid, Fatehpur Sikri

El ornamento islámico es el uso de patrones decorativos en el arte islámico. Puede dividirse en términos generales en arabescos, que utilizan elementos vegetales curvos, patrones geométricos con líneas rectas o curvas regulares, y caligrafía, que consiste en textos religiosos de aspecto estilizado, utilizados tanto decorativamente como para transmitir un significado. Los tres tipos de ornamentación suelen incluir elaborados entrelazamientos, y a menudo se utilizan juntos.
La decoración islámica ha tenido una importante influencia en las formas artísticas decorativas europeas, especialmente en el arabesco occidental.

## Descripción

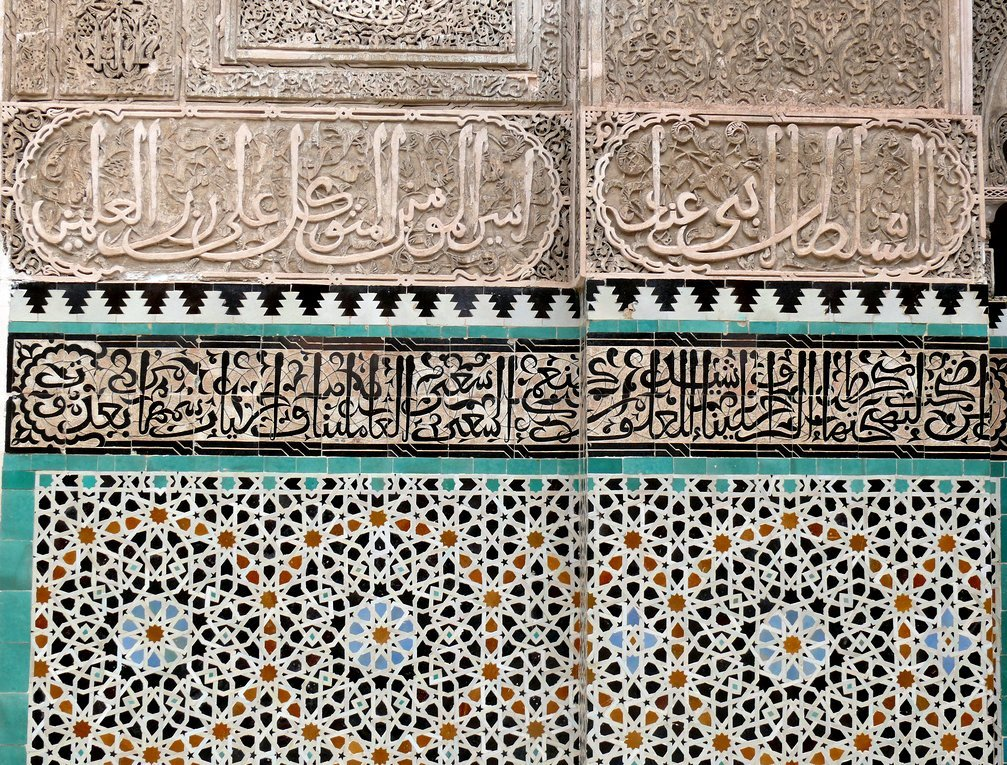
Azulejos geométricos Zellige, decoración de estuco con caligrafía árabe y arabescos en la Madrasa de Bou Inania, Fes

El arte islámico evita en su mayoría las imágenes figurativas para no convertirse en objetos de culto. Este aniconismo en la cultura islámica hizo que los artistas exploraran el arte no figurativo, y creó un cambio estético general hacia la decoración de base matemática. Los patrones geométricos islámicos derivan de diseños más simples utilizados en culturas anteriores: Griega, Romana y Sasánida. Son una de las tres formas de decoración islámica, las otras son el arabesco, basado en formas vegetales curvas y ramificadas, y la caligrafía islámica; las tres se utilizan con frecuencia juntas, en formas como mosaico, estuco, ladrillo y cerámica, para decorar edificios y objetos religiosos.
Autores como Keith Critchlow sostienen que los patrones islámicos se crean para conducir al espectador a la comprensión de la realidad subyacente, en lugar de ser mera decoración, como a veces insinúan los escritores interesados sólo en los patrones. En la cultura islámica, se cree que los patrones son el puente hacia el reino espiritual, el instrumento para purificar la mente y el alma. David Wade afirma que "gran parte del arte del Islam, ya sea en la arquitectura, la cerámica, los textiles o los libros, es el arte de la decoración, es decir, de la transformación". Wade sostiene que el objetivo es transfigurar, convirtiendo las mezquitas "en ligereza y patrón", mientras que "las páginas decoradas de un Corán pueden convertirse en ventanas al infinito". Frente a esto, Doris Behrens-Abouseif afirma en su libro La belleza en la cultura árabe que una "gran diferencia" entre el pensamiento filosófico de la Europa medieval y el mundo islámico es precisamente que los conceptos de lo bueno y lo bello están separados en la cultura árabe. Sostiene que la belleza, ya sea en la poesía o en las artes visuales, se disfrutaba "por sí misma, sin compromiso con criterios religiosos o morales".

## Arabesco

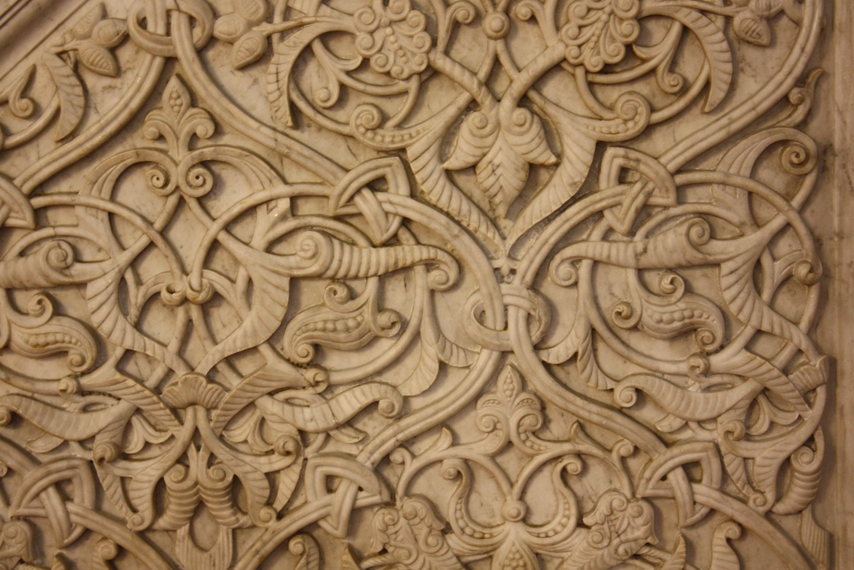
Relieve de piedra con arabescos de zarcillos, palmetas y medias palmetas en la Mezquita de los Omeyas de Damasco

El arabesco islámico es una forma de decoración artística que consiste en "patrones lineales rítmicos de follaje y entrelazado, zarcillos" o líneas lisas, a menudo combinados con otros elementos. Suele consistir en un único diseño que puede ser "embaldosado" o repetido sin solución de continuidad tantas veces como se desee.

## Patrones geométricos

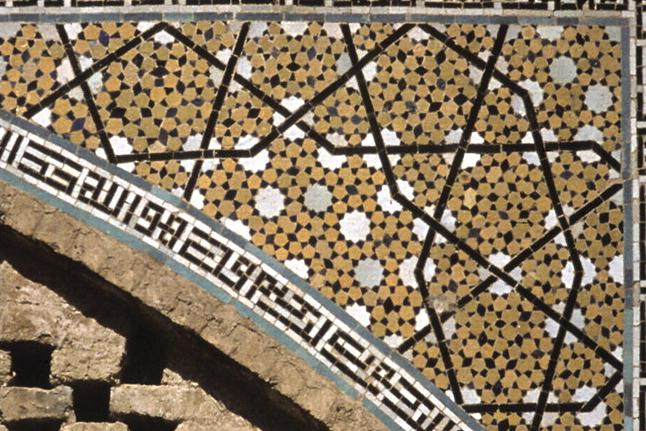
Patrón geométrico de Girih en el Darb-e Imam, Isfahán

Los diseños de geométrica en el arte islámico suelen basarse en combinaciones de cuadrados y círculos repetidos, que pueden superponerse y entrelazados, al igual que los arabescos, con los que a menudo se combinan, para formar intrincados y complejos patrones, incluyendo una amplia variedad de teselación. Éstos pueden constituir la totalidad de la decoración, pueden formar un marco para los adornos florales o caligráficos, o pueden retirarse al fondo alrededor de otros motivos. La complejidad y variedad de los motivos utilizados evolucionó desde simples estrellas y rombos en el siglo IX, pasando por una variedad de motivos de 6 a 13 puntas en el siglo XIII, hasta incluir también estrellas de 14 y 16 puntas en el siglo XVI.

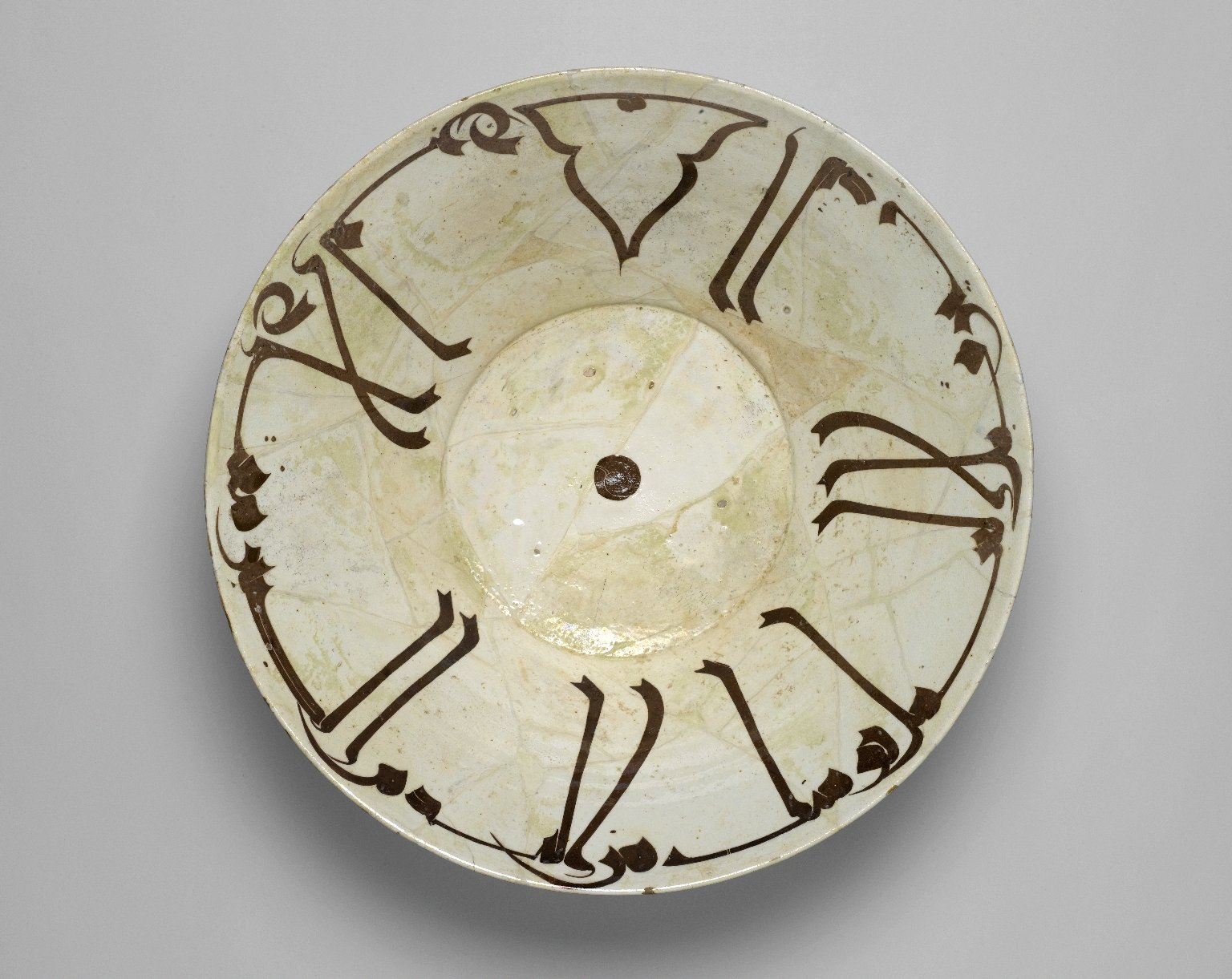
Cuenco decorado con caligrafía cúfica, siglo X

Los patrones geométricos aparecen en diversas formas en el arte islámico y en la arquitectura, incluidas las alfombras kilim, persas girih y azulejos marroquíes zellige, las bóvedas decorativas de mocárabes, los biombos de piedra perforada jaali, la cerámica, el cuero, la vidrieras, la carpintería, y la metalistería.

## Caligrafía
La caligrafía es un elemento central del arte islámico, que combina el atractivo estético y el mensaje religioso. A veces es la forma de ornamentación dominante; otras veces se combina con el arabesco. La caligrafía se utiliza para ornamentar edificios como mezquitas, madrasas y mausoleos; objetos de madera, como ataúdes; y cerámica, como azulejos y cuencos.

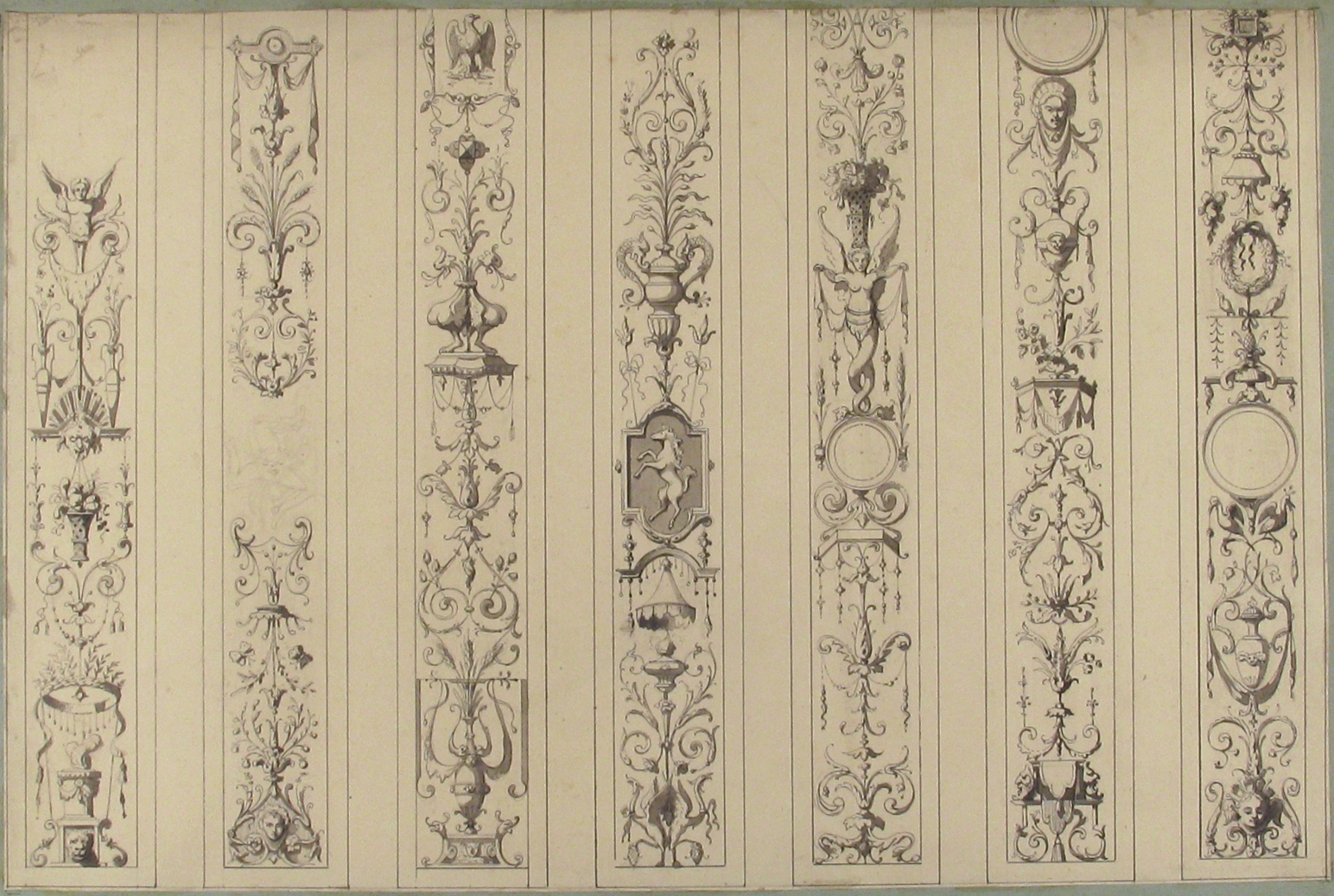
Siete paneles de arabescos occidentales, Farnsborough, Inglaterra. Dibujos de Jules Lachaise y
Eugène-Pierre Gourdet, 1880-1886

## Influencia en la ornamentación occidental
Un estilo occidental de ornamento basado en el arabesco islámico se desarrolló en Europa, a partir de la Venecia de finales del siglo XV; se le ha llamado moresco o arabesco occidental. Se ha utilizado en una gran variedad de artes decorativas, especialmente en el diseño y la encuadernación de libros. Más recientemente, William Morris, del movimiento Arts and Crafts, se vio influenciado por los tres tipos de ornamento islámico.